# Elezione del Presidente del Senato del 1983 (prima)
La prima elezione del presidente del Senato del 1983 per l'VIII legislatura della Repubblica Italiana si è svolta il 12 maggio 1983.
Il presidente del Senato uscente, in quanto deceduto, è Tommaso Morlino. Presidente provvisorio del Senato è il vicepresidente Adriano Ossicini.
Presidente del Senato della Repubblica, eletto al I scrutinio, è Vittorino Colombo.

## L'elezione

### Preferenze per Vittorino Colombo
| Scrutinio | Voti | Percentuale |
| --------- | ---- | ----------- |
| I         | 245  | 90%         |

## 12 maggio 1983

### I scrutinio
Per la nomina è richiesta la maggioranza assoluta dei componenti dell'Assemblea.
| Dati votazione | Dati votazione |    | Nome                      | Nome | Voti |
| -------------- | -------------- | -- | ------------------------- | ---- | ---- |
| Presenti       | 272            |    | Vittorino Colombo         | 245  |      |
| Votanti        | 272            |    | Adriano Ossicini          | 3    |      |
| Astenuti       | 0              |    | Carlo Lavezzari           | 2    |      |
| Maggioranza    | 162            |    | Mario Scelba              | 2    |      |
|                |                |    | Francesco Paolo Bonifacio | 1    |      |
|                | Schede bianche | 19 |                           |      |      |
|                | Schede nulle   | 0  |                           |      |      |

Risulta eletto: Vittorino Colombo